# The Burning Band
The Burning Band è un cortometraggio muto del 1916 diretto da E.H. Calvert.

## Produzione
Il film fu prodotto dalla Essanay Film Manufacturing Company.

## Distribuzione
Distribuito dalla General Film Company, il film - un cortometraggio in due bobine - uscì nelle sale cinematografiche USA il 16 dicembre 1916 anche con il titolo seriale Is Marriage Sacred? #1: The Burning Band.